# Mexcaltepec, Quechultenango
Mexcaltepec är en ort i Mexiko.   Den ligger i kommunen Quechultenango och delstaten Guerrero, i den södra delen av landet, 230 km söder om huvudstaden Mexico City. Mexcaltepec ligger 1 697 meter över havet och antalet invånare är 175.
Terrängen runt Mexcaltepec är kuperad åt sydväst, men åt nordost är den bergig. Runt Mexcaltepec är det glesbefolkat, med 15 invånare per kvadratkilometer. Närmaste större samhälle är Petaquillas, 18,3 km nordväst om Mexcaltepec. I omgivningarna runt Mexcaltepec växer huvudsakligen savannskog.